# Kungälvs kommun
Kungälvs kommun är en kommun i Västra Götalands län, i före detta Göteborgs och Bohus län. Centralort är Kungälv.
Ett bergigt kustområde med skärgård breder ut sig i väster. Inlandet är kuperat med slättområden som uppodlats samt dalgångar. Närheten till Göteborg påverkar även det lokala näringslivet. I början av 2020-talet dominerades sysselsättningen av den offentliga sektorn.
Sedan kommunen bildades 1971 har befolkningstrenden varit positiv. Sedan 2014 har kommunen styrts av blocköverskridande koalitioner.

## Administrativ historik
Kommunens område motsvarar socknarna: Harestad, Hålta, Kareby, Lycke, Romelanda, Rödbo (till 1974), Solberga, Torsby och Ytterby. I dessa socknar bildades vid kommunreformen 1862 landskommuner med motsvarande namn. Inom området fanns även Kungälvs stad och Marstrands stad som 1863 bildade var sin  stadskommun.   
Vid kommunreformen 1952 bildades storkommunerna Hermansby (av de tidigare kommunerna Harestad, Lycke och Torsby), Kode (av Hålta, Jörlanda och Solberga), Romelanda (av Kareby och Romelanda) samt Ytterby (av Ytterby). Marstrands stad förblev oförändrad medan Kungälvs stad införlivade Rödbo landskommun.
Kungälvs kommun bildades vid kommunreformen 1971 av Kungälvs stad, Marstrands stad, Hermansby, Romelanda och Ytterby landskommuner samt delar ur Kode landskommun (Hålta, Solberga). 1974 utbröts och överfördes till Göteborgs kommun området Rödbo och en mindre del av Ytterby.
Kommunen ingick från bildandet till 2006 i Stenungsunds domsaga, från 2006 till 2009 i Mölndals domsaga och den ingår sedan 2009 i Göteborgs domsaga.
Kungälvs kommun är medlem i Göteborgsregionens kommunalförbund.

## Geografi
Kommunen är belägen i de södra delarna av landskapet Bohuslän och gränsar i söder till Göteborgs kommun, i sydväst till Öckerö kommun, i nordväst till Tjörns kommun och i norr till Stenungsunds kommun, alla i före detta Göteborgs och Bohus län. I norr ligger även Lilla Edets kommun och i öster Ale kommun, båda i före detta Älvsborgs län.
Kommunen har Göta älv i öster, Nordre älv i söder samt Kattegatt och Skagerrak i väster. Gränsen mellan Kattegatt i söder och Skagerrak i norr går från Pater Noster-skären utanför Marstrand i Kungälvs kommun till danska Skagens norra udde.

### Topografi och hydrografi
Ett bergigt kustområde med skärgård breder ut sig i väster. Inlandet är kuperat med slättområden som uppodlats samt dalgångar. Den vanligaste jordarten i dalgångarna är lera. Stora morän- och grusförekomster hittas i Dösebacka i Romelanda socken. Det dominerande vattendraget är Nordre älv, vilket erbjuder ett rikt fågel- och växtliv längs stränderna. Kommunen har gott om småsjöar, många av dem i Svartedalens skogsområden. 
Grå gnejs och gnejsgranit dominerar berggrunden. Även diorit och glimmerskiffer förekommer västerut. Täljsten har brutits på många platser i Kungälvs kommun. På Älgön, Brattön, Aleklätten i Romelanda socken finns grönsten, samt i Torsby skärgård. Brattön och Älgön består av yngre, vulkaniska bergarter. Dessa har därefter brutit fram i den omkringliggande gnejsberggrunden.
Höjder på över 100 meter finns i den bergsplatå som sträcker sig genom socknarna Romelanda, Kareby, Solberga och vidare norrut. Stora Kattås i Romelanda socken är högsta punkten med 175 meter över havet. Stora skogsområden finns i Svartedalen. Här dominerar barrskogen som huvudsakligen är planterad. I den kuperade odlingsbygden förekommer även lövskog. I Ryrs dal i Lycke socken och på Guddehjälm i Ytterby socken finns även naturskyddad lövskog. 
Mellan Marstrand och Nordre älvs mynning finns sälskyddsområden på holmar och skär. Ett flertal fågelskyddsområden har även inrättats.
Bland öar i kommunen hittas: Brattön, Lövön, Älgön, Marstrandsön (Marstrand), Koön (Marstrand), Instön och Klåverön.
Nedan presenteras andelen av den totala ytan 2020 i kommunen jämfört med riket.
|  | Bebyggelse (11,1 %) |

|  | Skog (45,9 %) |

|  | Öppen myrmark (1,4 %) |

|  | Jordbruksmark (22,5 %) |

|  | Övrig mark (19,1 %) |

|  | Bebyggelse (3,1 %) |

|  | Skog (68,0 %) |

|  | Öppen myrmark (7,2 %) |

|  | Jordbruksmark (7,4 %) |

|  | Övrig mark (14,3 %) |

### Naturskydd
År 2023 fanns 20 naturreservat i Kungälvs kommun. Däribland de kustnära reservaten Tofta och Ödsmåls kile. Även flera öar är skyddade, däribland Marstrand och Älgön. Ungefär 18,1 procent (14,8 procent av landytan) av Kungsälvs kommuns areal hade år 2019 skydd i form av naturreservat, naturvårdsområden, naturminnen och biotopskydd. Detta motsvarade 5 363 hektar.

### Administrativ indelning
Fram till 2016 var kommunen för befolkningsrapportering indelad i
- Harestads församling
- Hålta församling
- Kareby församling
- Kungälv-Ytterby församling
- Lycke församling
- Marstrands församling
- Romelanda församling
- Solberga församling
- Torsby församling

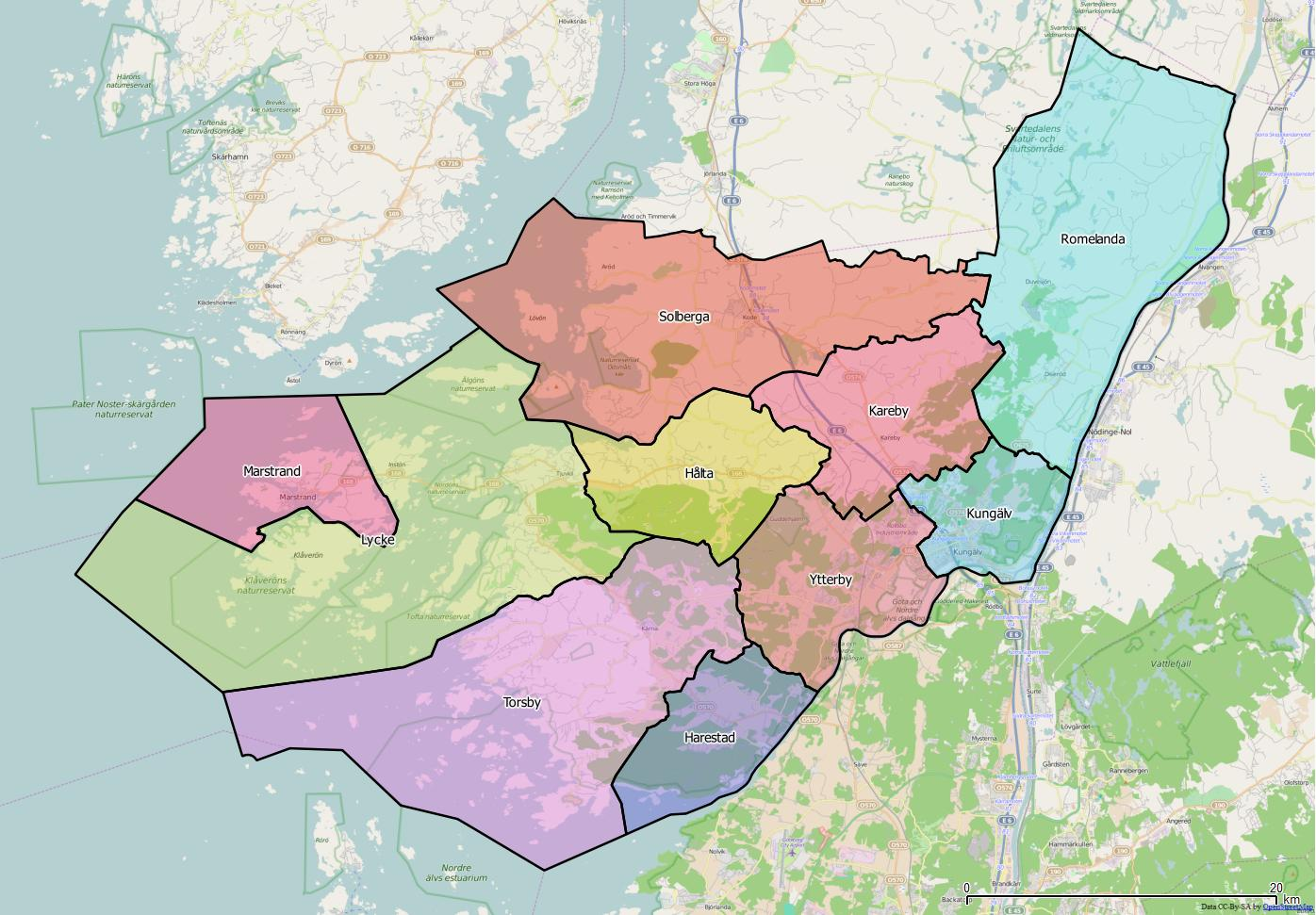
Distrikt inom Kungälvs kommun

Från 2016 indelas kommunen i följande distrikt:

- Harestad
- Hålta
- Kareby
- Kungälv
- Lycke
- Marstrand
- Romelanda
- Solberga
- Torsby
- Ytterby

### Tätorter
- Aröd och Timmervik (del av)
- Diseröd
- Duvesjön
- Harestad och Nereby
- Kareby
- Kode
- Kovikshamn
- Kungälv
- Kärna
- Lundby
- Marstrand
- Marstrand Arvidsvik
- Risby
- Rishammar
- Rörtången och Ödsmåls mosse
- Signehög och Norrmannebo
- Solberga
- Tjuvkil
- Ödsmål och Åseby

## Styre och politik

### Styre
Mandatperioden 2010–2014 styrdes kommunen av Alliansen i minoritet. Valet 2014 ledde till delvis maktskifte när en blocköverskridande koalition – bestående av Folkpartiet, Miljöpartiet, Vänsterpartiet, Socialdemokraterna och Utvecklingspartiet – kom till makten. Fokus uppgavs ligga på "Fler jobb, fler och mer attraktiva bostäder i kommunen, minskad segregation och minskad klimat- och miljöpåverkan". En ny blocköverskridande koalition bestående av Moderaterna, Centerpartiet och Socialdemokraterna fick förtroende att styra under mandatperioden 2018–2022. Moderaten Anders Holmensköld sa i en kommentar efter att det nya styret presenterats att "M och S har stått på varsin sida sedan 1904, men där vi möts nu är synen på ansvarsfrågan och på välfärden".
Valet 2022 ledde till delvis maktskifte där Centerpartiet byttes ut mot Miljöpartiet.
| År        | Partier | Partier | Partier | Partier | Partier | Partier |
| --------- | ------- | ------- | ------- | ------- | ------- | ------- |
| 2010-2014 | M       | FP      | KD      | C       |         |         |
| 2014-2018 | S       | UtvP    | FP      | MP      | V       |         |
| 2018-2022 | S       | M       | C       |         |         |         |
| 2022-2026 | S       | M       | MP      |         |         |         |

### Kommunfullmäktige

#### Presidium
| Presidium 2022–2026 | Presidium 2022–2026 | Presidium 2022–2026 |
| ------------------- | ------------------- | ------------------- |
| Ordförande          | M                   | Thomas Alpner       |
| Vice ordförande     | SD                  | Victoria Dahlqvist  |

#### Mandatfördelning 1970–2022
|  | 19 | 10 | 12 | 7 |

| 44 |

| 2 | 18 | 13 | 8 | 8 |

| 41 | 8 |

| 2 | 18 | 13 | 8 |  | 7 |

| 38 | 11 |

| 2 | 18 | 11 | 7 |  | 10 |

| 37 | 12 |

| 2 | 19 |  | 9 | 5 |  | 12 |

| 35 | 14 |

| 2 | 19 | 2 | 6 | 8 |  | 11 |

| 34 | 15 |

|  | 23 | 4 | 9 | 9 |  | 11 |

| 37 | 22 |

|  | 20 | 3 |  | 7 | 6 | 4 | 15 |

| 41 | 18 |

| 3 | 25 | 4 | 7 | 4 |  | 14 |

| 38 | 21 |

| 5 | 21 | 4 | 5 | 3 | 6 | 15 |

| 35 | 24 |

| 4 | 24 |  | 4 | 8 | 6 | 11 |

| 35 | 24 |

|  | 23 |  |  | 5 | 6 | 5 | 15 |

| 36 | 23 |

|  | 18 | 4 | 4 | 3 | 3 | 6 | 4 | 15 |

| 34 | 25 |

| 3 | 18 | 4 | 6 | 5 | 3 | 5 | 3 | 12 |

| 36 | 23 |

| 3 | 15 |  | 6 | 8 | 4 | 5 | 4 | 12 |

| 31 | 28 |

| 4 | 17 |  | 4 | 11 | 3 | 4 | 4 | 12 |

| 33 | 28 |

### Nämnder

#### Kommunstyrelse
Kommunstyrelsen i Kungälvs kommun utgörs av 17 ordinarie ledamöter. Under kommunstyrelsen finns tre utskott: Utskottet för Trygghet och stöd, Utskottet för Samhälle och utveckling samt Utskottet för Bildning och lärande. Kommunstyrelsens ordförande är sedan 2014 Miguel Odhner.
| Presidium 2022–2026    | Presidium 2022–2026 | Presidium 2022–2026 |
| ---------------------- | ------------------- | ------------------- |
| Ordförande             | S                   | Miguel Odhner       |
| Förste vice ordförande | M                   | Anders Holmensköld  |
| Andre vice ordförande  | KD                  | Gun-Marie Daun      |

#### Övriga nämnder
| Nämnd                      | Ordförande | Ordförande            | Förste vice ordförande | Förste vice ordförande | Andre vice ordförande | Andre vice ordförande |
| -------------------------- | ---------- | --------------------- | ---------------------- | ---------------------- | --------------------- | --------------------- |
| Arvodesnämnden             | M          | Lars Windeman         | SD                     | Åsa Avenius            |                       |                       |
| Krisledningsnämnden        | S          | Miguel Odhner         | KD                     | Gun-Marie Daun         |                       |                       |
| Miljö- och byggnadsnämnden | M          | Charlotta Windeman    | S                      | Mats Frisell           | L                     | Claes Andersson       |
| Sociala myndighetsnämnden  | S          | Mona Haugland         | M                      | Robert Syrén           | L                     | Morgan Persson        |
| Valnämnden                 | S          | Owe Johansson Winblad | SD                     | Rolf Carlsson          |                       |                       |
| Överförmyndarämnden        | S          | Bo Carlsson           | KD                     | Jörgen Karlsson        |                       |                       |

Källa:

## Ekonomi och infrastruktur

### Näringsliv
Närheten till Göteborg påverkar även det lokala näringslivet. I början av 2020-talet dominerades sysselsättningen av den offentliga sektorn där kommunen och regionen var de största arbetsgivarna. Bland företag inom industrisektorn fanns: Orkla Confectionery & Snacks Sverige AB, tidigare Göteborgs Kex AB, och Swedish Match North Europe AB. Andra större företag var ICA Sverige AB och Arvid Nilsson Sverige AB, tidigare Göteborgs Bult AB.

### Infrastruktur

#### Transporter
I nord-sydlig riktning genomkorsas kommunen av E6 och Bohusbanan som trafikeras av regiontågen Västtågen mellan Göteborg och Uddevalla och Strömstad med stopp vid Ytterby och Kode. Kungälv och Marstrand förbinds av länsväg 168.

#### Utbildning
Bland kommunens grundskolor hittas:
- Älvkullen Montessori är en F-9 skola (förskola till Åk9) belägen i centrala Kungälv http://alvkullen.se/
- Kastellegårdsskolan är en låg- och mellanstadieskola i Ytterby.[20]
- Diseröds skolan vilket är en låg- och mellanstadieskola i Romelanda.
- Kullens skola är en låg- och mellanstadieskola i Munkegärde här finns även förskoleklass.[21]
- Thorildskolan är en högstadieskola i centrala Kungälv.
- Munkegärdeskolan är en högstadieskola i området Munkegärde, ca 2 km från centrum.[22]
- Klöverbacken skolan är en låg- och mellanstadieskola i Olseröd
- Ytterbyskolan är högstadieskola i Ytterby.[23]
- Strandskolan är en grundskola som bedriver utbildning i årskurserna 1-9.
- Friskolan i Kärna är en grundskola som bedriver utbildning i årskurserna F-9.[24]

Bland kommunens gymnasieskolor hittas:
- Mimers Hus Gymnasium ligger i centrala Kungälv. På skolan erbjuds både praktiska och teoretiska gymnasielinjer. [25]

## Befolkning

### Demografi

#### Befolkningsutveckling
Kommunen har 50 451 invånare (31 mars 2025), vilket placerar den på 50:e plats avseende folkmängd bland Sveriges kommuner.
| Befolkningsutvecklingen i Kungälvs kommun 1970–2020 | Befolkningsutvecklingen i Kungälvs kommun 1970–2020 | Befolkningsutvecklingen i Kungälvs kommun 1970–2020 | Befolkningsutvecklingen i Kungälvs kommun 1970–2020 | Befolkningsutvecklingen i Kungälvs kommun 1970–2020 |
| --------------------------------------------------- | --------------------------------------------------- | --------------------------------------------------- | --------------------------------------------------- | --------------------------------------------------- |
|                                                     |                                                     |                                                     |                                                     |                                                     |
| År                                                  |                                                     |                                                     | Folkmängd                                           |                                                     |
| 1970                                                | 1970                                                |                                                     | 24 242                                              |                                                     |
| 1975                                                | 1975                                                |                                                     | 28 311                                              |                                                     |
| 1980                                                | 1980                                                |                                                     | 29 702                                              |                                                     |
| 1985                                                | 1985                                                |                                                     | 31 745                                              |                                                     |
| 1990                                                | 1990                                                |                                                     | 33 772                                              |                                                     |
| 1995                                                | 1995                                                |                                                     | 36 251                                              |                                                     |
| 2000                                                | 2000                                                |                                                     | 37 191                                              |                                                     |
| 2005                                                | 2005                                                |                                                     | 38 703                                              |                                                     |
| 2010                                                | 2010                                                |                                                     | 41 241                                              |                                                     |
| 2015                                                | 2015                                                |                                                     | 42 730                                              |                                                     |
| 2020                                                | 2020                                                |                                                     | 47 050                                              |                                                     |

## Kultur

### Kulturarv
En av Nordens äldsta städer, Kongahälla, låg i det område som senare blev Kungälvs kommun. Där fanns Kastala kloster på Klosterkullen. Numer återstår endast lämningar efter det tidigare klostret. I närheten ligger ett stort gravfält med 120 fornlämningar så som högar, en domarring, resta stenar och runda, ovala, tresidiga samt skeppsformiga stensättningar. I närheten finns också ruinerna efter den medeltida borgruinen Ragnhildsholmen och  Kastellegården med Ytterby gamla kyrkoruin.

### Kommunvapen
Blasonering: I fält av silver en av en vågskura bildad blå stam och däröver ett krenelerat porttorn med två valvbågar, åtföljd till höger av ett svärd och till vänster av ett mot porttornet upprest lejon, alla röda.
Detta vapen har tidigare förts av Kungälvs stad och är baserat på stadens medeltida sigill. Lejonet kommer mest sannolikt från Norges riksvapen. Bohusläns landskapsvapen bygger på Kungälvs vapen. Även staden Marstrand hade ett vapen vars giltighet upphörde när båda städerna blev en del av Kungsälvs kommun 1971. Den nya kommunen valde att föra den gamla staden Kungsälvs vapen oförändrat.

Kungälvs stad (1951–1970) Kungälvs kommun (1971-)
Marstrands stad (?–1970)